# 饗場公三
饗場 公三（あえば こうぞう、1963年10月11日 - ）は、日本の作曲家・編曲家。O型。奈良県奈良市出身。2011年から滋賀県長浜市在住。旧名義は森本 公三（もりもと こうぞう）。

## 概要
アニメの主題歌・挿入歌やCMやテーマ曲などを手がけながら、現在、宇宙をテーマにした音楽を制作する。ヒーリング・ミュージック、瞑想を中心とした用途の作曲活動を行っている。
2008年2月11日に初アルバム「Wave motion of the space〜宇宙の波動〜」、2009年6月17日に2ndアルバム「清音」を発売。
縦型4本のスピーカーを用い、上向き無指向性サラウンドの音空間システム「ミストミュージックスペースシステム」を発案、実用新案登録する。

## 来歴
バンド活動にて、ギタリストとして活動するなか、作曲/音響技術を独学。のちにアメリカにて録音スタジオにて音楽制作を本格的に開始。CM曲やテーマ曲、アーティストへの楽曲提供、プロデュース、アニメなどの音楽も制作する中、元来、大好きであった宇宙をテーマにしたヒーリング音楽の制作に力を注ぐ。
2011年11月より「森本公三」から「饗場公三」に活動名義を変更。

## 作品
- アニメ
  - 「オラにまかせなさい」（クレヨンしんちゃん）／作詞作曲
  - 「恋心を隠したまま」（新世紀GPXサイバーフォーミュラ）／作詞作曲
  - 「ふりむけばねこ」（音盤ねこめ〜わく）／作詞作曲
  - 「ふわふわ頭の娘」（音盤はたらきもの）／作曲
  - 「恋愛歌（ラブソング）」（みすて♡ないでデイジー）／作曲
  - 「MISS YOU」（みすてないでデイジー）／作曲
- アーティストへの曲
  - 「愛は未来を照らしてる」（未来MIKU）
  - 「宝物」（恋野葉月）
  - 「自信」（恋野葉月）
- CM
  - CM曲多数。100曲以上あり。

## ディスコグラフィ
- 2008年2月11日 - 初のアルバム「Wave motion of the space〜宇宙の波動〜」が発売
- 2009年6月17日セカンドアルバム「清音」を発売

## 音楽監督
- 映画『やどり』（2019年）
- 映画『彼岸のふたり』（2022年）